# Mary Kua
Mary Kua (* 19. März 2001) ist eine Leichtathletin aus Papua-Neuguinea, die sich auf den Langstreckenlauf spezialisiert hat.

## Sportliche Laufbahn
Erste Erfahrungen bei internationalen Meisterschaften sammelte Mary Kua im Jahr 2015, als sie bei den Ozeanienmeisterschaften in Cairns in 40:39,52 min die Goldmedaille im 10.000-Meter-Lauf gewann und über 5000 Meter in 19:23,09 min die Bronzemedaille hinter Sharon Firisua von den Salomonen sowie ihrer Landsfrau Ongan Awa gewann. Anschließend belegte sie bei den Pazifikspielen in Port Moresby in 18:38,66 min den vierten Platz im 5000-Meter-Lauf. Im Jahr darauf gewann sie bei den Melanesischen Meisterschaften in Suva in 11:29,32 min die Bronzemedaille über 3000 Meter und 2022 belegte sie bei den Ozeanienmeisterschaften in Mackay in 2:26,72 min den fünften Platz im 800-Meter-Lauf und gelangte mit 5:16,29 min auch über 1500 Meter auf den fünften Platz. Anschließend wurde sie bei den Pazifik-Minispielen in Saipan nach 1:46:49 h Fünfte im Halbmarathon. Im Jahr darauf belegte sie bei den Crosslauf-Weltmeisterschaften 2023 in Bathurst nach 29:42 min den 14. Platz in der Mixed-Staffel. Im November belegte sie bei den Pazifikspielen in Honiara in 2:30,18 min den siebten Platz über 800 Meter und gelangte mit 5:16,95 min auf den neunten Platz im 1500-Meter-Lauf. Zudem kam sie im Hindernislauf nicht ins Ziel.

## Persönliche Bestzeiten
- 800 Meter: 2:26,72 min, 8. Juni 2022 in Mackay
- 1500 Meter: 5:16,29 min, 7. Juni 2022 in Mackay
- 5000 Meter: 18:38,66 min, 13. Juli 2015 in Port Moresby
- 10.000 Meter: 40:39,52 min, Juli 2016 in Cairns
- Halbmarathon: 1:46:49 h, 25. Juni 2022 in Saipan
- 3000 m Hindernis: 13:03,57 min, 13. August 2023 in Port Moresby